# Comitatul Lake of the Woods, Minnesota
Comitatul Lake of the Woods (în engleză Lake of the Woods County) este un comitat din statul Minnesota, Statele Unite ale Americii.

## Demografie
|  | Graficele sunt indisponibile din cauza unor probleme tehnice. Mai multe informații se găsesc la Phabricator și la wiki-ul MediaWiki. |

Date: Wikidata - grafică realizată de Wikipedia